# ASUI
ASUI, Average System Unavailability Index är ett mått på otillgänglighet. ASUI är ett tillförlitlighetsindex som används för elkraftsystem. Indexet kan både användas för att beräkna historiska händelser och för att simulera framtida scenarier (exempelvis jämföra olika investeringsalternativ). ASUI motsvarar sannolikhet att systemet inte är i funktion och har ett värde mellan 0 och 1. ASUI = 1-ASAI.